# Lacul Potcoava
Lacul Potcoava este o arie protejată de interes național ce corespunde categoriei a I-a IUCN (rezervație naturală strictă de tip mixt), situată în județul Tulcea pe teritoriul administrativ al comunei Crișan.

## Localizare
Aria naturală se află în extremitatea central-estică a județului Tulcea (în partea central-nordică a Deltei Dunării) în sudul Brațului Sulina, pe teritoriul vestic al satului Crișan.

## Descriere
Rezervația naturală cu o suprafață de 625 ha. a fost declarată arie protejată prin Legea Nr.5 din 6 martie 2000, publicată în Monitorul Oficial al României, Nr.152 din 12 aprilie 2000 (privind aprobarea Planului de amenajare a teritoriului național - Secțiunea a III-a - zone protejate) și este inclusă în Parcul Național Delta Dunării (rezervație a biosferei) aflat pe lista patrimoniului mondial al UNESCO.

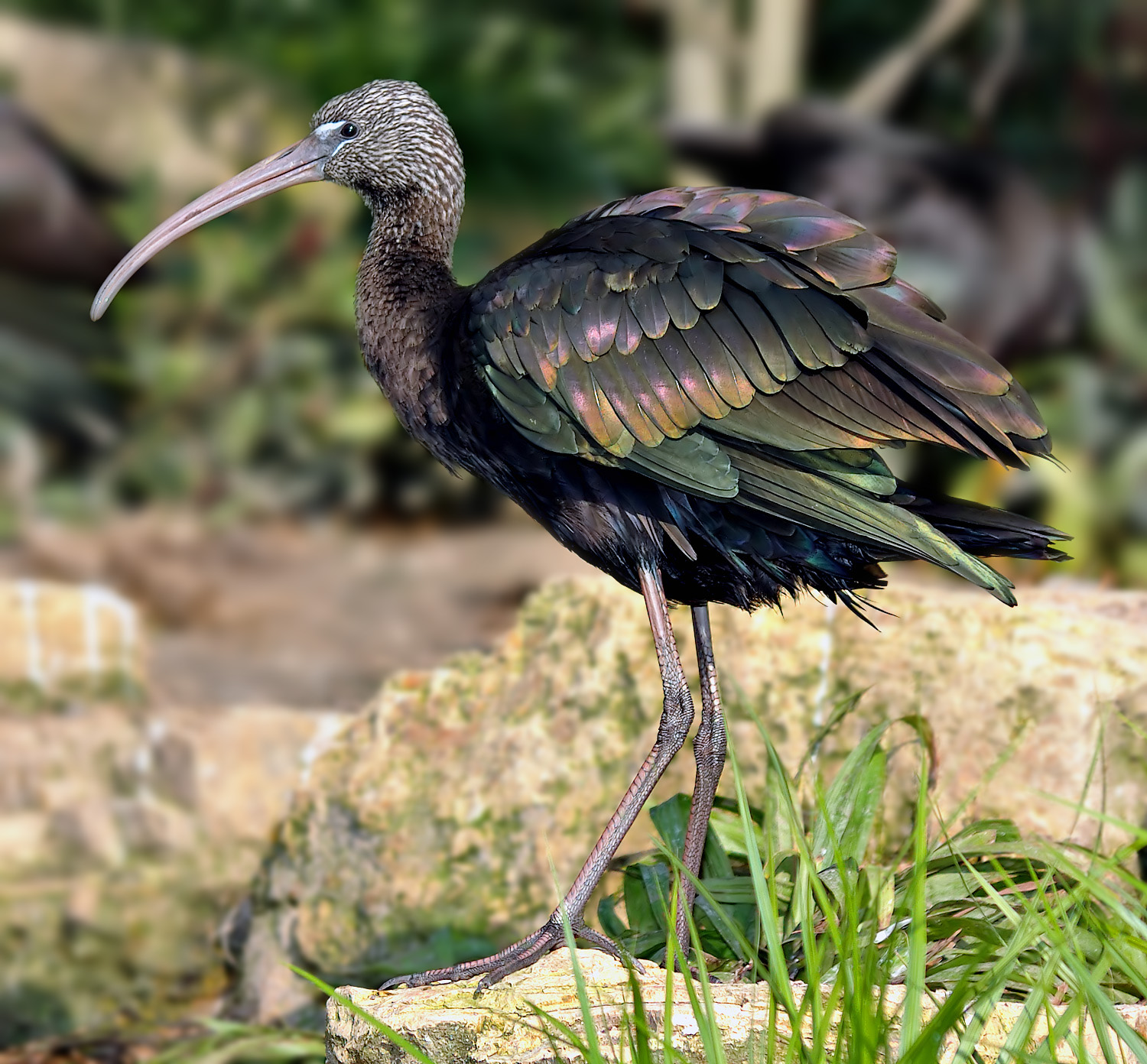
Ţigănuş (Plegadis falcinellus)

Aria naturală reprezintă zonă lacustră (Lacul Babinții Mari, Babinții Mici și Lacul Potcoava) depresionară dintre lacurile Obretinul Mic și Gorgova, în lunca draptă a Brațului Sulina, înainte de vărsarea acestuia în Marea Neagră. 
Rezervația găzduiește câteva specii de mamifere (mistreț, vidră, nurcă) și asigură condiții de cuibărit și hrană pentru mai multe  păsări migratoare, de pasaj sau sedentare, cu specii de: stârc roșu (Ardea purpurea), stârc galben (Ardeola ralloides), stârc cenușiu (Ardea cinerea), lișiță (Gallinula chloropus), cormoran mic (Phalacrocorax pygmeus), cristei de baltă (Rallus aquaticus), corcodel mic (Tachybaptus ruficollis) sau țigănuș (Plegadis falcinellus).
Lacul Potcoava oferă hrană și asigură condiții prielnice de reproducere pentru mai multe specii de pești din ihtiofauna României, printre care: linul (Tinca tinca) și caracuda (Carassius carassius).